# トマス・ハワード (第2代ノーフォーク公)
第2代ノーフォーク公トマス・ハワード（英語: Thomas Howard, 2nd Duke of Norfolk, KG, PC, 1443年 - 1524年5月21日）は、イングランドの貴族、廷臣。
初代ノーフォーク公ジョン・ハワードの長男。1485年のボズワースの戦いの敗北で一時投獄されたが、後に釈放されてヘンリー7世とヘンリー8世に仕えた。1513年のフロドゥンの戦いでスコットランド王ジェームズ4世を討ち取る大勝をしたことで1514年にノーフォーク公に復権を果たした。
ヘンリー8世の2番目の王妃アン・ブーリンと5番目の王妃キャサリン・ハワードは孫で、アンの娘エリザベス1世は曾孫に当たる（アンの母エリザベス・ブーリンとキャサリンの父エドムンド・ハワードの父）。
　　　　　　　　

## 生涯

### リチャード3世の即位に貢献
1443年に後に初代ノーフォーク公に叙されるジョン・ハワードとその妻キャサリン・ド・モリンズの間の長男としてサフォークのストック＝バイ＝ネイランドに生まれる。
イプスウィッチとセットフォードのグラマー・スクールで学ぶ。薔薇戦争ではヨーク派に属し、1466年頃にはエドワード4世の従者（yeoman）となる。1471年のバーネットの戦いに参加。1476年にはノーフォークとサフォークのシェリフに就任。1478年にはノーフォーク選挙区選出の庶民院議員を務めた。
父と共にエドワード4世の弟グロスター公リチャード（後のリチャード3世）のクーデターに加担、1483年5月末にロンドンにいた父から呼び出され、6月13日にヘイスティングス男爵ウィリアム・ヘイスティングスを誘い出して拘束、急報を聞いたエドワード4世の未亡人エリザベス・ウッドヴィルが逃げ出した先のウェストミンスター寺院を兵を率いて包囲、16日にエリザベスに次男ヨーク公リチャードを差し出させ、兄のエドワード5世共々ロンドン塔へ監禁した。エドワード4世の愛人ジェーン・ショアも拘束して財産を没収している。
これらの功績で6月28日にリチャード3世により、父がノーフォーク公に叙されると同時にトマスもサリー伯爵に叙された。1483年から1485年にかけて枢密顧問官を務めた。1483年から1484年にかけては王室家政官（Steward of the Household）となる。

### ヘンリー7世に仕える
父と共に1485年8月のボズワースの戦いにリチャード3世側で参加したが、父とリチャード3世は敗死し、サリー伯も捕虜となった。勝者のヘンリー7世が即位した後の同年11月の議会で私権剥奪され、サリー伯位を奪われた。さらに1489年までロンドン塔で獄中生活を送ることになった。
彼は「ハワード家はリチャード3世に忠誠を尽くしたのではなく、イングランド王冠に忠誠を尽くした。王冠の下の人物が変わっても王冠に対する忠誠心は変わらない」と訴えていた。その訴えは王位が不安定で有力貴族の支持を欲していたヘンリー7世の心をとらえたようだった。1489年1月には釈放され、同年中にサリー伯位について私権剥奪が解除された。
以降テューダー朝のヘンリー7世とヘンリー8世の宮廷に仕えるようになった。1497年の初めにはサリー伯とイングランドの軍勢は、イングランド北東部ダラム管区の拠点であるノーサンバーランドのノーハム城でスコットランドの攻撃を撃退した。1503年のスコットランドとの和平条約の条件としてジェームズ4世に嫁いだヘンリー7世の長女マーガレットの花嫁行列を指揮し、スコットランドまで付き添った。
1501年に再び枢密顧問官となる。同年から1522年にかけては大蔵卿、1509年から死去まで軍務伯を務めた。
また1490年代から王の重用を背景にイースト・アングリアで勢力を拡大、サフォーク伯エドムンド・ド・ラ・ポールの勢力を脅かした。1501年にヘンリー7世の長男アーサー王太子に嫁いだキャサリン・オブ・アラゴンの出迎え役の1人となり、翌1502年に早世したアーサーの弔問と葬儀を取り仕切った。1506年にチャールズ・ブランドン（後のサフォーク公）と共にイングランドで遭難したブルゴーニュ公フィリップ4世の出迎えと監視の任務に当たり、1508年にはカレーで結ばれたヘンリー7世の次女メアリーとフィリップ4世の息子シャルル（後の神聖ローマ皇帝兼スペイン王カール5世）の婚約の立ち合いも任されるなど重要任務をこなした（ただし、1514年にメアリーは外交方針の転換でフランス王ルイ12世と結婚する）。

### スコットランド軍に勝利、公爵に昇叙
1509年にヘンリー7世が崩御、次男でアーサーの弟ヘンリー8世が即位すると、枢密顧問官としてヘンリー8世の治世を支えた。しかしヘンリー8世が兄の未亡人キャサリンを娶ったことに反対しキャサリンを敵視していた。
1513年にヘンリー8世がカンブレー同盟戦争でフランス外征中のスキをついて、4万のスコットランド軍がイングランドに侵攻してきた際にサリー伯は息子トマスとともに2万6000の兵を率いて出陣し、フロドゥンの戦いでスコットランド王ジェームズ4世を敗死させた。この戦功で紋章の加増が、翌1514年に父のノーフォーク公位を復活させることが認められ、第2代ノーフォーク公となった。一方でヘンリー8世はハワード家への牽制としてチャールズ・ブランドンもサフォーク公に叙爵、彼をハワード家の地盤であるイースト・アングリアへ派遣している。
その後もヘンリー8世の信任は厚く、1517年5月1日にロンドンで暴動（魔のメイデイ事件）が発生、騒ぎを抑えきれなかったロンドン保安長官代理トマス・モアに代わり軍を率いて鎮圧、捕らえた暴徒たちの裁判を担当した。当初は王の意向で反逆罪を適用して死刑にする方針で13人を処刑したが、キャサリンが王へ懇願した残りの暴徒たちへの恩赦が認められ処刑は中止になった。1520年の金襴の陣では、ヘンリー8世が王妃を連れて国を離れたため、国務を任された。
王の寵臣として台頭したトマス・ウルジーへの対抗策として、ハワード家安泰のため12人の子供達を政略結婚に活用する一方、姻族であっても不利と判断すれば容赦なく見捨てた。長男トマスには初めエドワード4世の娘アン王女を娶わせ、彼女の死後はバッキンガム公エドワード・スタッフォードの娘エリザベスを後妻に迎えた。しかし1521年にバッキンガム公が反逆罪に問われた裁判で裁判長を務めたノーフォーク公は彼に有罪を宣告、処刑・没収されたバッキンガム公の遺領の一部を拝領した。
1524年5月21日、サフォークのフラムリンガム城にて死去。爵位はトマスが継いだ。長女エリザベスは外交官トマス・ブーリンに嫁ぎ、アン・ブーリンを産んだ。

## 栄典

### 爵位
1483年6月28日に以下の爵位を新規に与えられた。
- 初代サリー伯爵 (1st Earl of Surrey)
(勅許状によるイングランド貴族爵位)

1485年に私権剥奪。1489年にサリー伯爵位を回復。
1514年2月1日に父ジョン・ハワードが保持していた以下の爵位の継承を認められた。
- 第2代ノーフォーク公爵 (2nd Duke of Norfolk)
(1483年6月28日の勅許状によるイングランド貴族爵位)

なお同日にサリー伯位は長男トマス・ハワードが継承した。

### 勲章
- 1478年、バス騎士団(勲章)ナイト(KB)[4][6]
- 1483年、ガーター騎士団(勲章)ナイト(KG)[4][6]
- 1485年に私権剥奪
- 1491年、ガーター騎士団（勲章）ナイト（KG）[6]

## 家族
1472年にフレデリック・ティルニーの娘エリザベス・ティルニーと結婚。彼女との間に以下の4男2女を儲けた。
- 長男トマス（1473年 - 1554年） - 第3代ノーフォーク公。
- 次男エドワード（英語版）（1477年 - 1513年）
- 三男エドムンド（英語版）（1478年頃 - 1539年） - ヘンリー8世の5番目の王妃キャサリン・ハワードの父
- 四男ジョン
- 長女エリザベス（1480年頃 - 1538年） - 初代ウィルトシャー伯爵（英語版）トマス・ブーリンと結婚。ヘンリー8世の2番目の王妃でエリザベス1世の生母アン・ブーリンの母
- 次女マーセラ（? - 1512年） - はじめ第2代ライル子爵（英語版）ジョン・グレイ、ついでトマス・ナイヴェット（英語版）と結婚

1497年にエリザベスと死別。ただちにヒュー・ティルニーの娘アグネス・ティルニーと再婚した。彼女との間に以下の2男4女を儲けた。
- 五男ウィリアム（1510年頃 - 1573年） - エフィンガムのハワード男爵に叙される
- 六男トマス（英語版）（1511年 - 1537年）
- 三女エリザベス（? - 1534年） - 第2代サセックス伯爵ヘンリー・ラドクリフ（英語版）と結婚
- 四女キャサリン（? - 1554年頃） - 初代ブリッジウォーター伯爵ヘンリー・ダーベニー（英語版）と結婚
- 五女アン（生没年不詳） - 第14代オックスフォード伯爵ジョン・ド・ヴィアー（英語版）と結婚
- 六女ドロシー（生没年不詳） - 第3代ダービー伯爵エドワード・スタンリー（英語版）と結婚